# 蛯沢康仁
蛯沢 康仁（えびさわ やすひと、1974年10月31日 - ）は、日本の俳優。青森県上北郡東北町出身。身長180cm。体重75kg。血液型はA型。

## 経歴
趣味は野球。格闘技は極真空手黒帯を習得している。総合格闘技はDEEP・ZST・THE OUTSIDERに参戦。東京アクターズスタジオの20期生。
TBS『サバイバー』3rdシリーズチャンピオン（最強のサバイバー）。出演時は、職業が「解体業」と紹介されていたほか、ジャーナリストの石原行雄もこの時参加したチーム戦における敵チームのメンバーであり個人戦における戦友でもある。

## 出演

### テレビドラマ
- 金曜エンタティメント「倉敷殺人事件」（フジテレビ、2006年） - 坂口刑事
- 黒い太陽'07スペシャル（テレビ朝日、2007年） - 幹部
- SP Episode VI 最終話（フジテレビ、2007年） - 麻田総理SP
- 水曜ミステリー9 内田康夫サスペンス 多摩湖畔殺人事件（テレビ東京、2012年） - 奈良刑事
- 水曜ミステリー9 内田康夫サスペンス 鬼刑事と車椅子の少女 ドクターブライダル（テレビ東京、2012年） - 奈良刑事
- ○○妻 第3話（日本テレビ、2015年）
- 水曜ミステリー9「鎖刑事 音道貴子」（テレビ東京、2016年） - 鶴見明
- だから殺せなかった（2022年1月9日 - 、WOWOW）-小林洋二郎

### バラエティ
- 日本版「サバイバー」3rdシリーズ（TBS、2002年）
- ABChanzoo えびチャンズー ジャニーズA.B.C-Z!エビちゃん会発足SP（テレビ東京、2016年9月24日）

### 映画
- 凶気の桜（2002年） - チーマー
- まだまだあぶない刑事（2005年） - セキュリティー
- 新宿インシデント（2009年） - 幹部
- 歌舞伎町はいすくーる（2014年） - ワイルド滝
- 太陽の家（2020年） - 桐山優斗

### オリジナルビデオ
- 外道 おとこ唄（2002年）
- 首領の道 Seazon2 #1・#2（2015年） - 梶木直継
- 制覇10（2017年） - 五代目難波組服部組若頭 春山成大

### Webドラマ
- ウルトラマンオーブ THE ORIGIN SAGA 第1話（2016年、Amazonプライム・ビデオ） - モークスの父
- BMWショートフィルム『青い手』（2019年）- 康一 ※「ショートショート フィルムフェスティバル (SSFF)」出品

### テレビコマーシャル
- 日産・リーフ 技術篇